# Aduke Alakija
Pour les articles homonymes, voir Alakija.
 (juillet 2022).
Jaiyeola Aduke Alakija, née en mars 1921 à Lagos et morte en mars 2016, est une agent sociale, avocate et diplomate nigériane qui a été ambassadrice du Nigeria en Suède de 1984 à 1987. Elle est également l'une des anciennes présidentes de la Fédération internationale des femmes juristes.

## Biographie
Aduke Alakija naît dans la famille d'Adeyemo Alakija (en), elle est la fille unique et le dernier enfant du premier mariage de son père. Elle commence ses études à la Claxton House School, à Lagos, mais part pour le Pays de Galles en 1930 et termine ses études secondaires au Penrhos College (en), au nord du Pays de Galles. Elle commence par étudier la médecine à l'université de Glasgow, mais rejoint par la suite la London School of Economics pour étudier les sciences sociales. De retour au Nigeria, elle travaille comme assistante sociale au sein du système judiciaire de Lagos,. Là, elle initie la création d'un tribunal pour mineurs et provoque la création d'un certain nombre de clubs de filles à Lagos, elle aide également à la formation de la branche de la British Leprosy Relief Association (en) de Lagos. En 1949, elle quitte le Nigeria pour étudier le droit, et obtient le titre d'avocate en 1953. Par la suite, elle crée un cabinet d'avocats avec Gloria Rhodes et travaille également aux côtés de John Idowu Conrad Taylor (en). Elle quitte brièvement le droit pour travailler comme chargée d'affaires sociales, devenant la première femme africaine à occuper ce poste au Nigeria.
Par la suite, elle occupe le poste d'assistante du directeur général de Mobil Oil, puis devient directrice et conseillère juridique de Mobil Oil Nigeria en 1957. En 1961, Mobil remporte une concession pour l'exploration pétrolière au Nigeria, Aduke Alakija devient par la suite directrice de cette nouvelle entreprise. En 1967, elle rejoint la Chambre de commerce de l'État de Lagos pour en devenir la secrétaire exécutive.
De 1961 à 1965, elle est membre de la délégation du Nigeria aux Nations unies.
Elle est membre de l'International Women's Society (en) of Nigeria et du Soroptimist, et également cofondatrice du New Era Girls College.
Elle est titulaire d'un diplôme honorifique du Barnard College.